# برکشر فاین اسپینینگ اسوشیتز

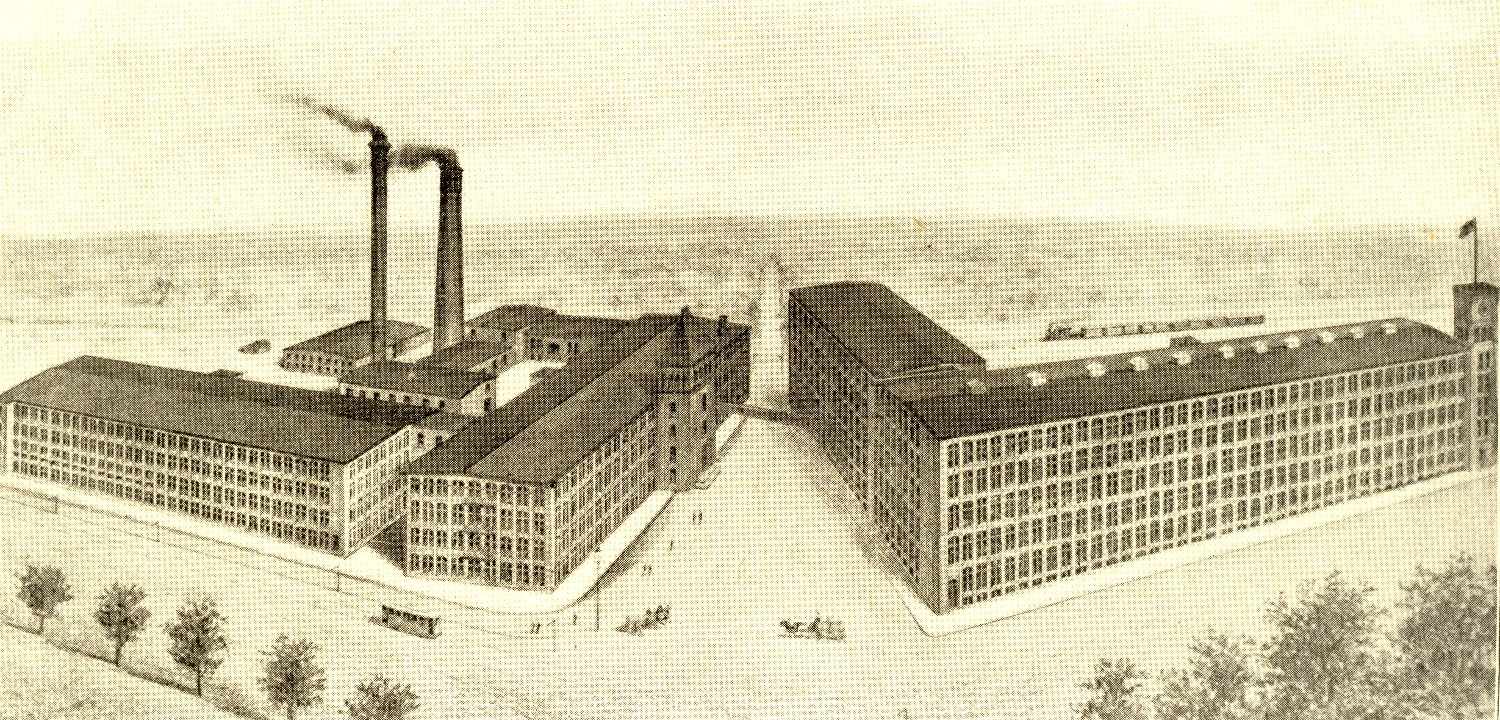
کارخانه مرکزی برکشر، در آدمز، ماساچوست

برکشر فاین اسپینینگ اسوشیتز (به انگلیسی: Berkshire Fine Spinning Associates) شرکت نساجی و تولید پارچه‌های کتان آمریکایی بود، که در سال ۱۹۲۹ از ادغام ولی فالز کمپانی با برکشر کاتن میلز، تأسیس شد، که شرکت جدید برکشر فاین اسپینینگ اسوشیتز (به‌اختصار برکشر) نام گرفت.
برکشر کتان میلز، کارخانجات نساجی و تولید پارچه‌های کتان بود، که در سال ۱۸۸۹ توسط خانواده پلانکت، در شهر آدامز، ماساچوست تأسیس شد. در سال ۱۹۱۷ دارایی شرکت برکشر کتان میلز بالغ بر ۲٫۵ میلیون دلار بود، که ۴ کارخانه نساجی با بیش از ۲۶۰ هزار حلقه و دوک نخ‌ریسی و ۶٫۵۰۰ دستگاه بافندگی را شامل می‌شد. 
ولی فالز کمپانی، یک شرکت نساجی بود، که در سال ۱۸۳۹ توسط ویلیام چیس، در شهر ولی فالز، رود آیلند تأسیس شد. چیس با مشارکت دو پسرش به نام‌های ساموئل و هارولی، اقدام به توسعه شرکت نساجی خود نمود. تا سال ۱۸۹۵ کمپانی ولی فالز، با خریداری کارخانه‌هایی چون: البیون میلز، تار-کیلن فکتوری، منویل میلز (در رود آیلند) و کارخانه کتان موداس (در کنتیکت)، به یکی از بزرگترین کارخانجات نساجی آمریکا تبدیل شده بود.
شرکت برکشر در سال ۱۹۵۵ با شرکت هاتاوی میلز ادغام شد، که در پی آن، شرکت برکشایر هاتاوی تأسیس شد. این شرکت امروزه از بزرگترین شرکت‌های جهان به‌شمار می‌آید.